# Катусова Ілона Віталіївна
Ілона Катусова (Гайкова) (нар. 1 липня 1997, м. Ланівці, Тернопільська область) — українська гандболістка, яка грала за львівський гандбольний клуб «Галичанка» та збірну України. Виступає на позиції півсередньої. Майстер спорту України.

## Життєпис
Народилася 1 липня 1997 в місті Ланівці Тернопільської області. У четвертому класі почала займатись гандболом. Перший тренер — Василь Ілліч Боденчук. Під час змагань у Тернополі тренер «Економ-Університету» Андрій Володимирович Верцімага запросив Ілону в команду.
- У 2013-2017 роках виступала за тернопільську команду «Економ-Університет»;
- В січні 2017 року перейшла в львівську команду «Галичанка».

Закінчила факультет комп'ютерних інформаційних технологій Тернопільського національного економічного університету.
У складі «Галичанки» – триразова чемпіонка України, володарка Кубка та Суперкубка України. Бронзова призерка Балтійської ліги (2017), чемпіонка Балтійської ліги (2018). Учасниця Кубку ЄГФ сезонів 2017/2018 та 2018/2019. У складі студентської команди ТНЕУ — бронзова призерка XIII літньої універсіади України з гандболу серед жіночих команд.
За результатами голосування тренерів та капітанів команд Суперліги та збірної України Ілону визнано кращою гандболісткою сезону 2018/2019..
Влітку 2019 року заявила про завершення ігрової кар'єри за сімейними обставинами. Визнана кращою гравчинею Суперкубку України-2019 у складі ГК «Галичанка».